# Twierdzenie Prochorowa
Twierdzenie Prochorowa – twierdzenie rachunku prawdopodobieństwa wiążące jędrność rodziny miar probabilistycznych z relatywną zwartością, to jest z istnieniem słabo zbieżnego podciągu dowolnego ciągu miar z tej rodziny.
- Twierdzenie proste: jeśli rodzina {\displaystyle (\mu _{t})_{t\in T}} rozkładów prawdopodobieństwa na przestrzeni polskiej {\displaystyle (E,{\mathfrak {B}}(E))} jest relatywnie zwarta, to jest jędrna.
- Twierdzenie odwrotne: jeśli rodzina {\displaystyle (\mu _{t})_{t\in T}} rozkładów prawdopodobieństwa na dowolnej przestrzeni metrycznej {\displaystyle (E,{\mathfrak {B}}(E))} jest jędrna, to jest relatywnie zwarta[1].